# Prensa de vino

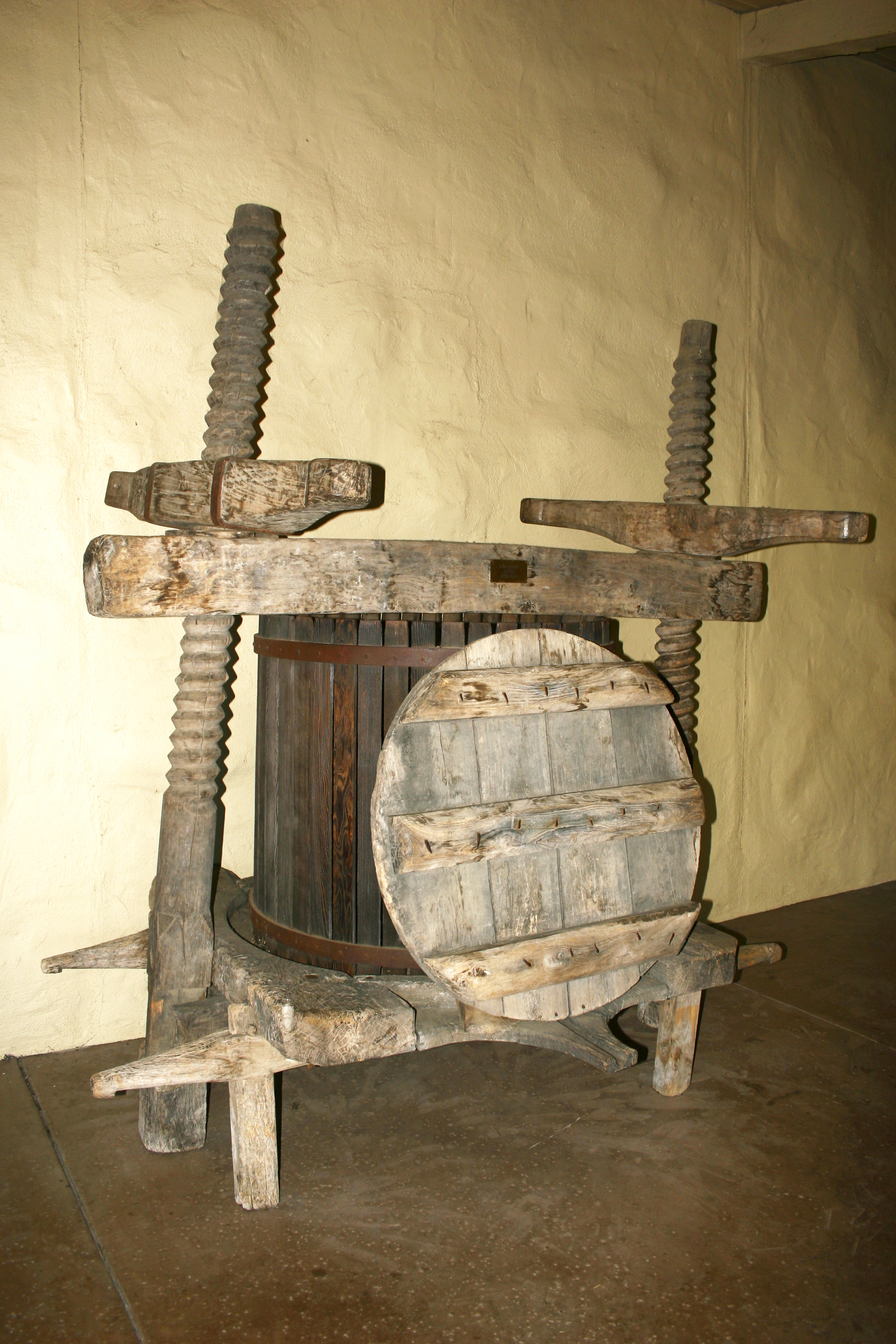
Prensa de vino del siglo XVI

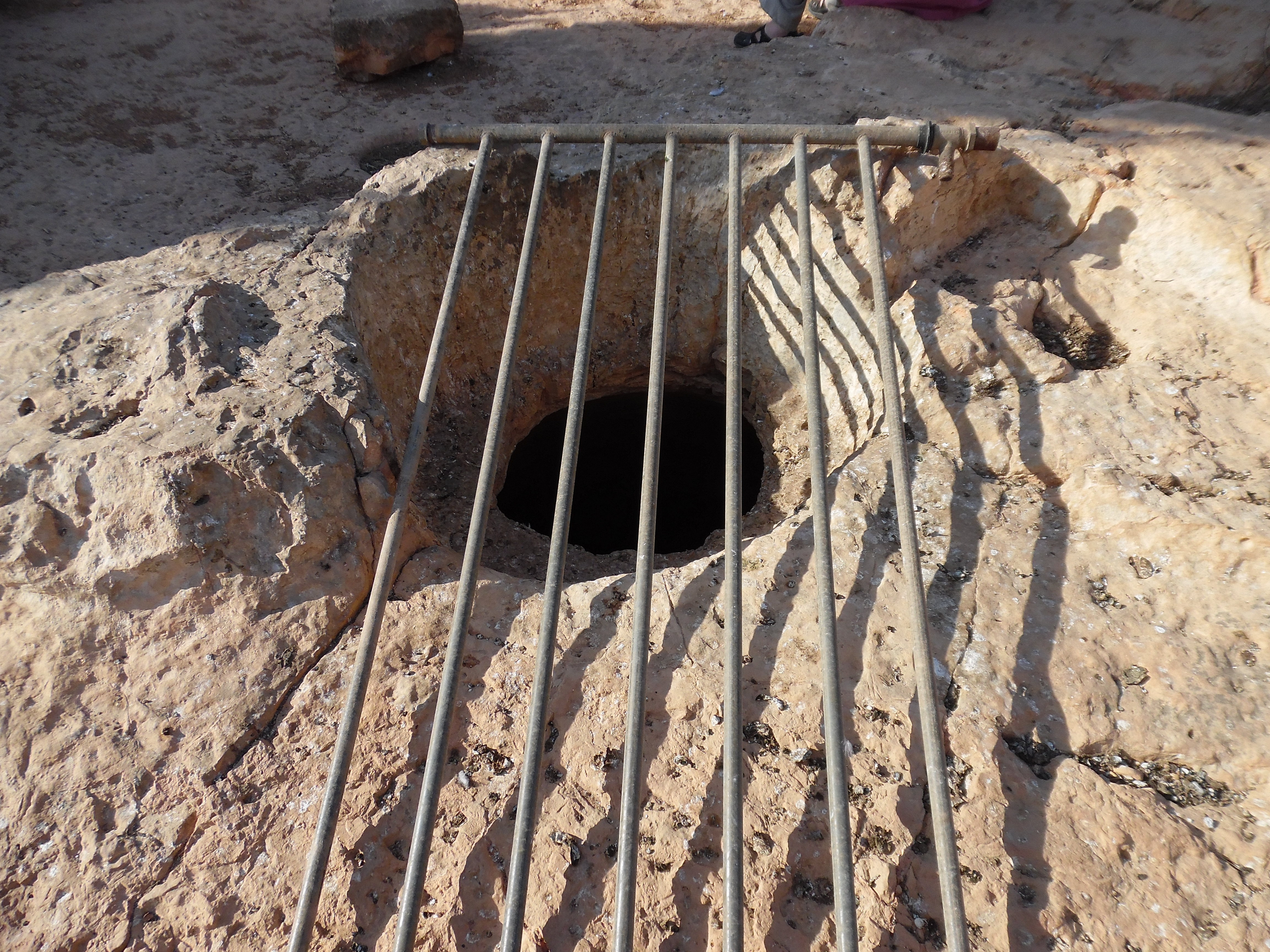
Ancient wine press in 'Gvaot Olam' Farm

Una prensa de vino es un dispositivo empleado para extraer el zumo de uvas como parte del proceso de producción del vino. Existen varios tipos de prensas utilizadas por los vitivinicultores pero su funcionalidad es la misma. Cada tipo de prensa emplea la presión controlada para liberar el zumo de la fruta (normalmente uvas). La presión no puede ser excesiva, para evitar romper las semillas y aportar un exceso de tanino al vino. La prensa suele estar asociada al lagar (recipiente) donde se recoge el vino. El hombre produce vino desde el 6.000 aC; en el año 2011 se desenterró una prensa de vino en Armenia que contenía vestigios de elaboración de vino rojo de hace 6.000 años.

## Tipos de prensas

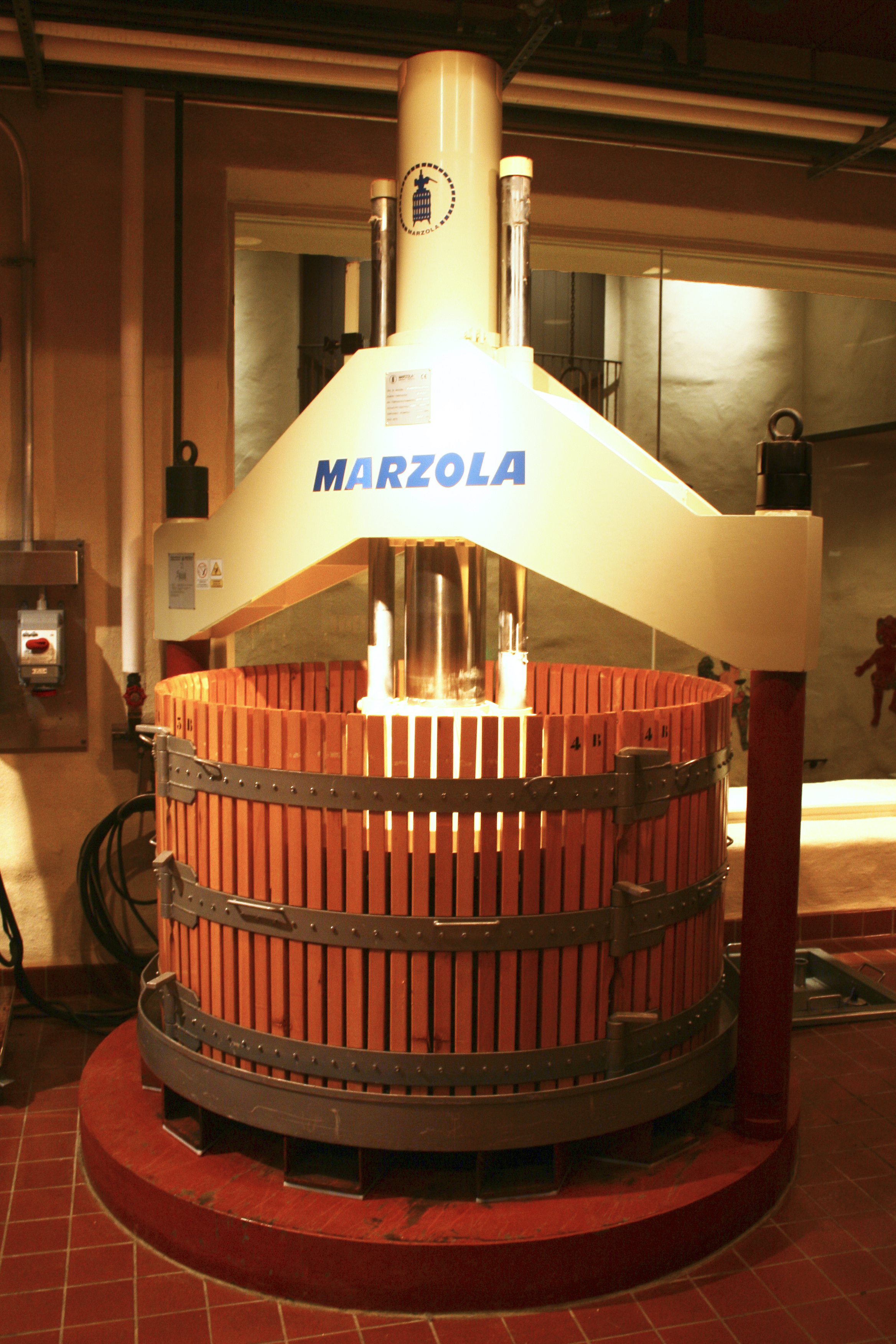
Prensa de vino.

### Prensa de jaula
Una prensa de jaula consiste en un canasto que se llena con las uvas a ser prensadas. Se aplica presión tras una tapa que es obligada a bajar sobre la fruta. A menudo el mecanismo para bajar la tapa es un tornillo o un aparato hidráulico. El zumo fluye por las aberturas en la jaula. La prensa de jaula fue el primer tipo de prensa mecanizada que se desarrolló, y su diseño básico no ha cambiado en casi 1.000 años.

### Tornillo horizontal
Una prensa de tornillo horizontal funciona usando el mismo principio que la prensa de jaula. En vez de utilizar una tapa para hacer presión sobre las uvas, se acercan tapas colocadas en los dos extremos de un cilindro cerrado para apretar las uvas. Generalmente el volumen de uvas utilizado es mucho mayor que el volumen que se procesa en una prensa de jaula.

### Prensa neumática
La prensa neumática consiste en un cilindro grande, cerrado en ambos lados, en el cual se pone la fruta. Para prensar las uvas, un globo las expande y empuja. El zumo fluye al exterior por aberturas pequeñas en el cilindro. El cilindro gira durante el proceso para ayudar con la homogeneización de la presión aplicada a las uvas.

### Tornillo continuo
El tornillo continuo es distinto de las prensas ya mencionadas porque no procesa un solo lote de uvas a la vez. En lugar de eso utiliza un tornillo de Arquímedes para forzar las uvas continuamente a la pared del aparato. Se extrae el zumo y el bagazo continúa al fin donde es extraído. Este tipo de prensa no se utiliza mucho para producir vino de mesa, y algunos países prohíben su uso en los vinos de mayor calidad.

## Ejemplos

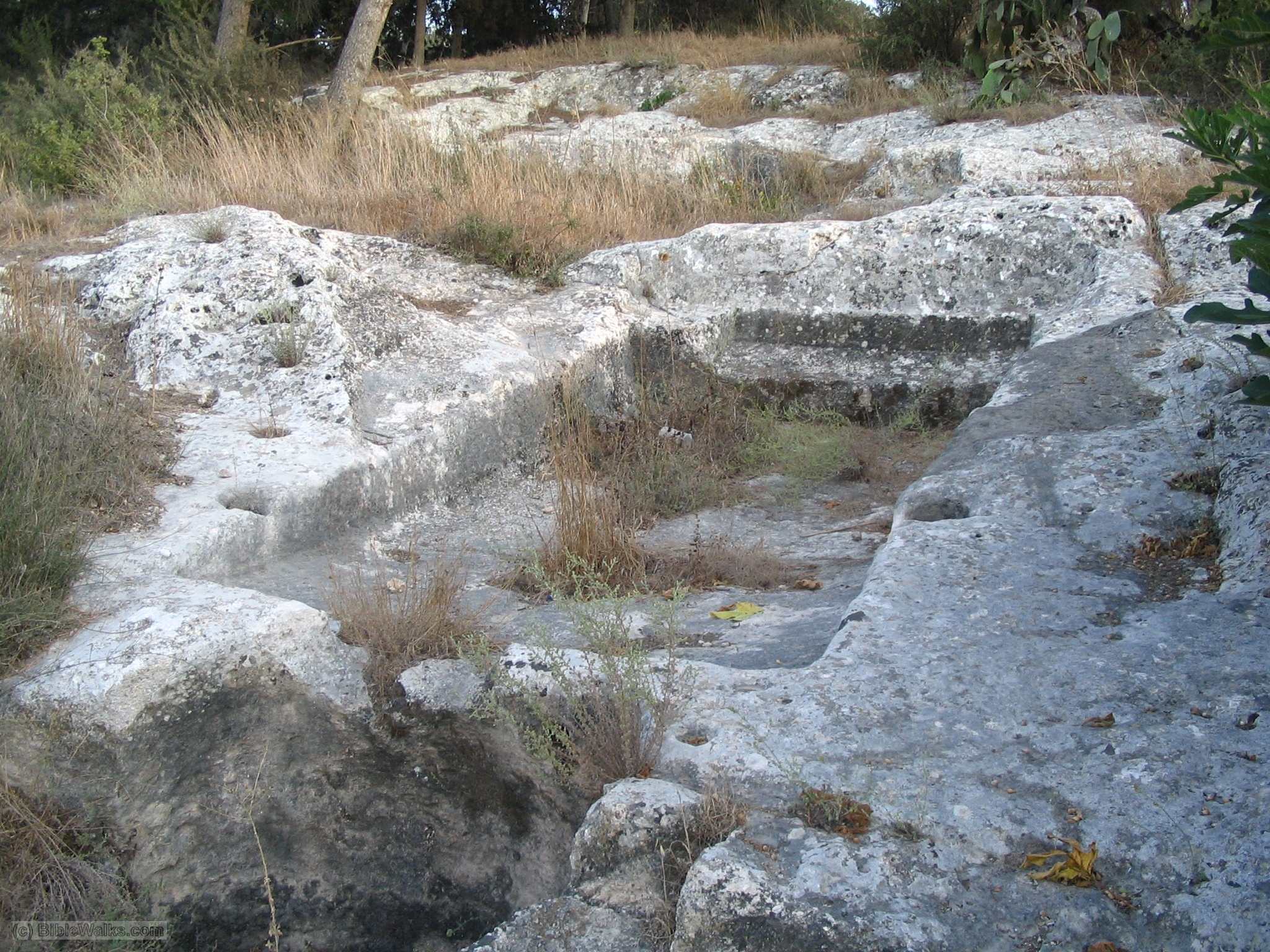
Una prensa de vino antiguo en Israel con el área de presión en el centro y la cuba para la colección del vino en la izquierda inferior.
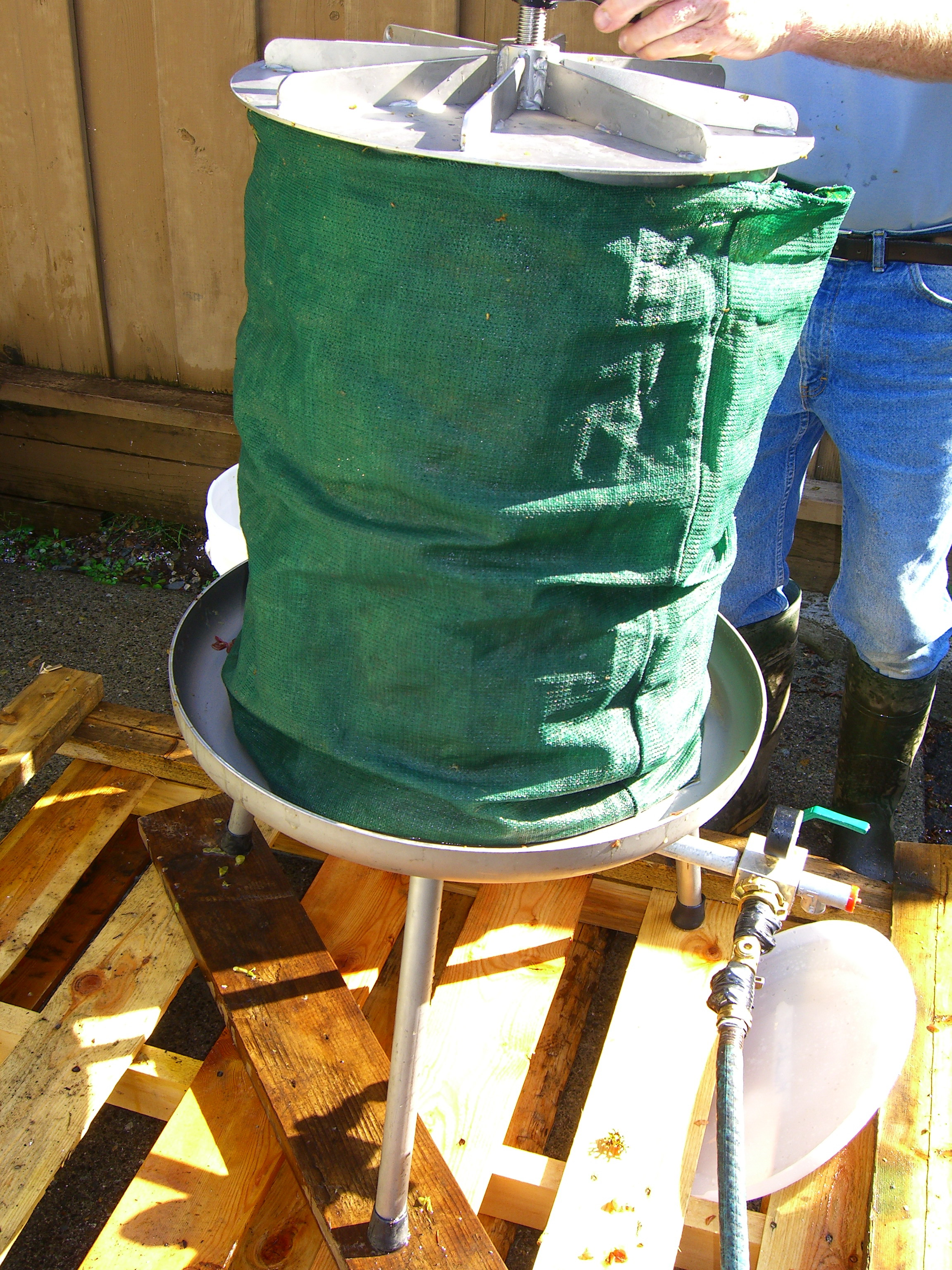
Una prensa neumática.
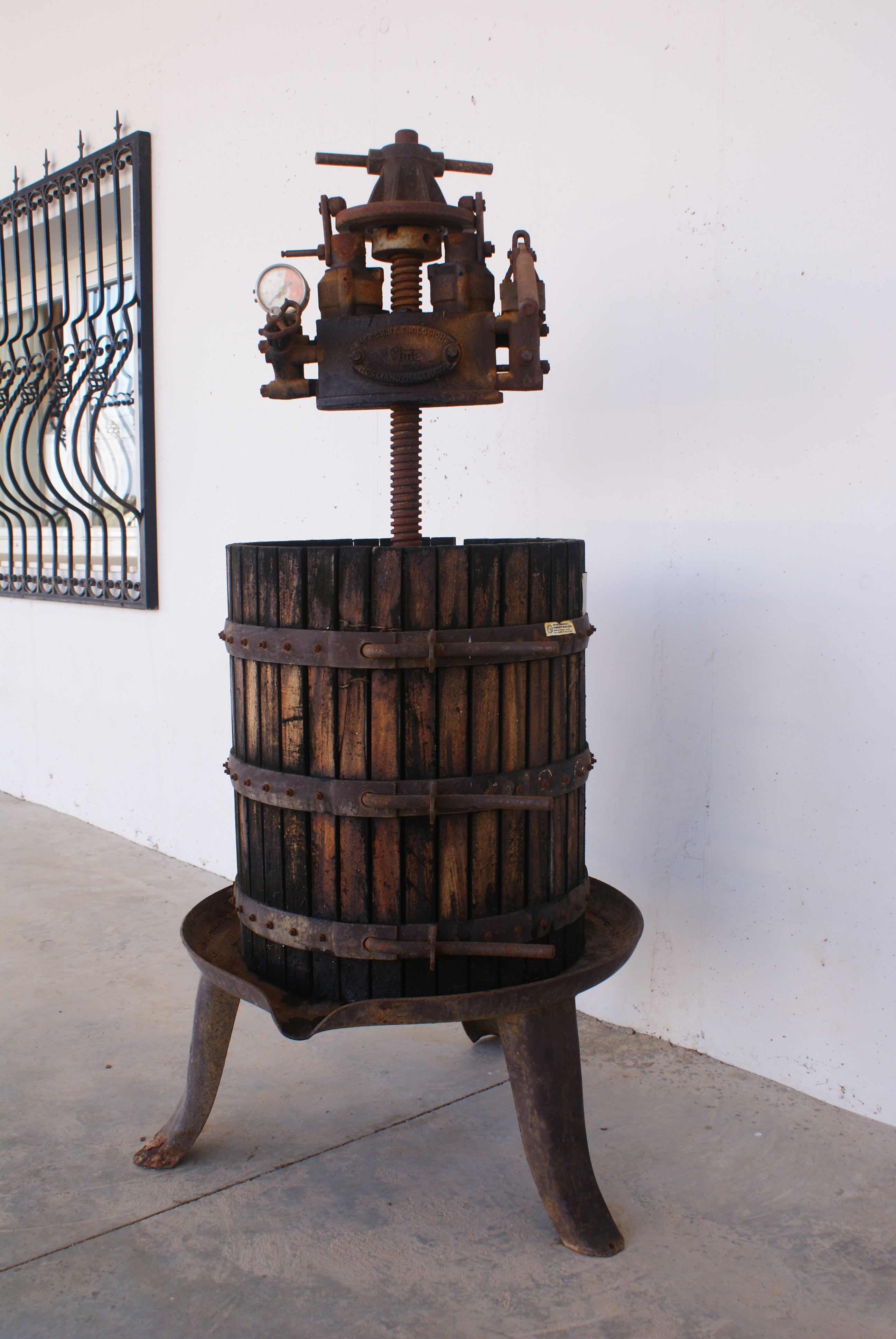
Prensa de jaula.
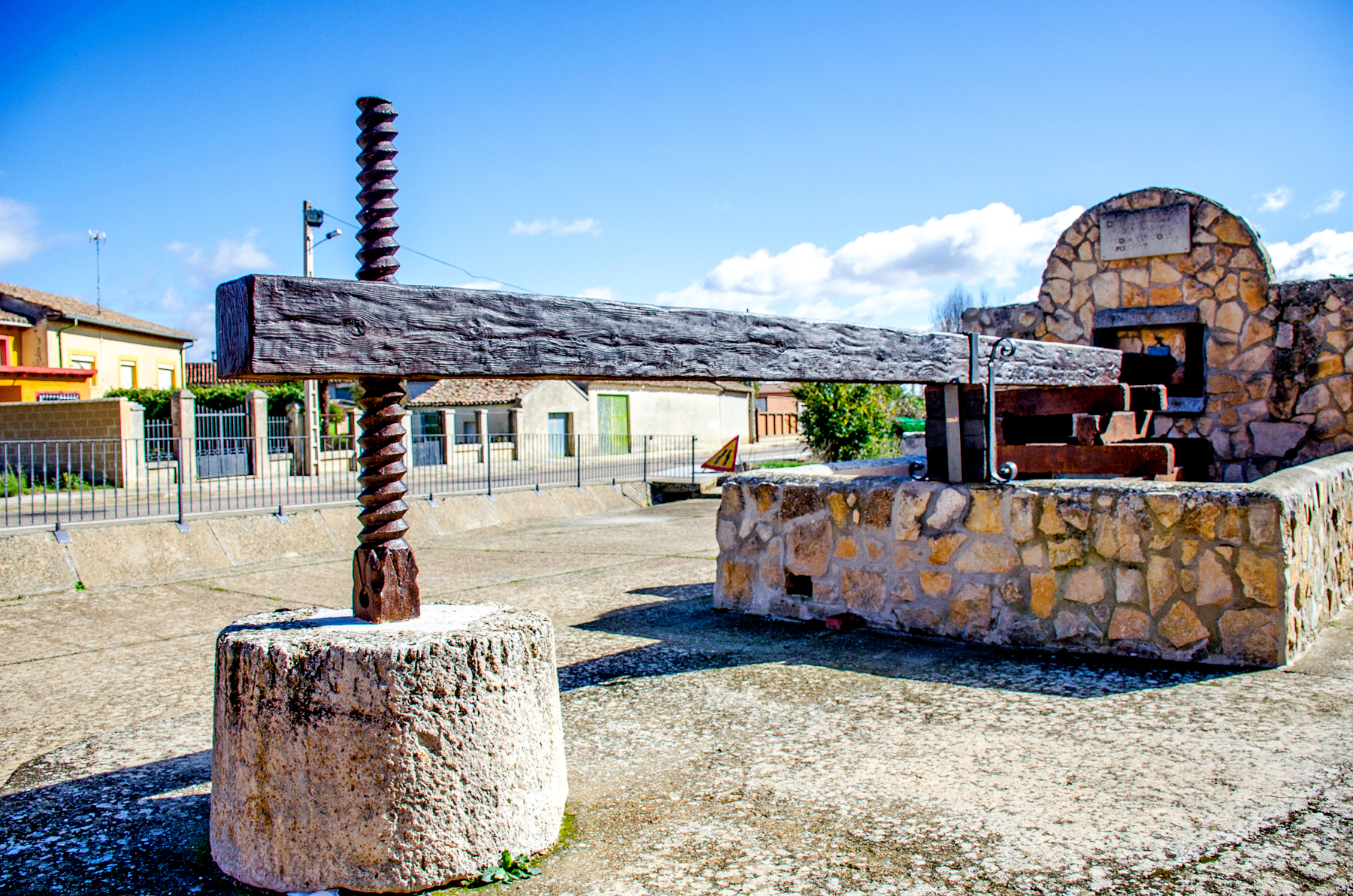
Antigua «mesa» o prensa de viga (Lantadilla).